# Renga

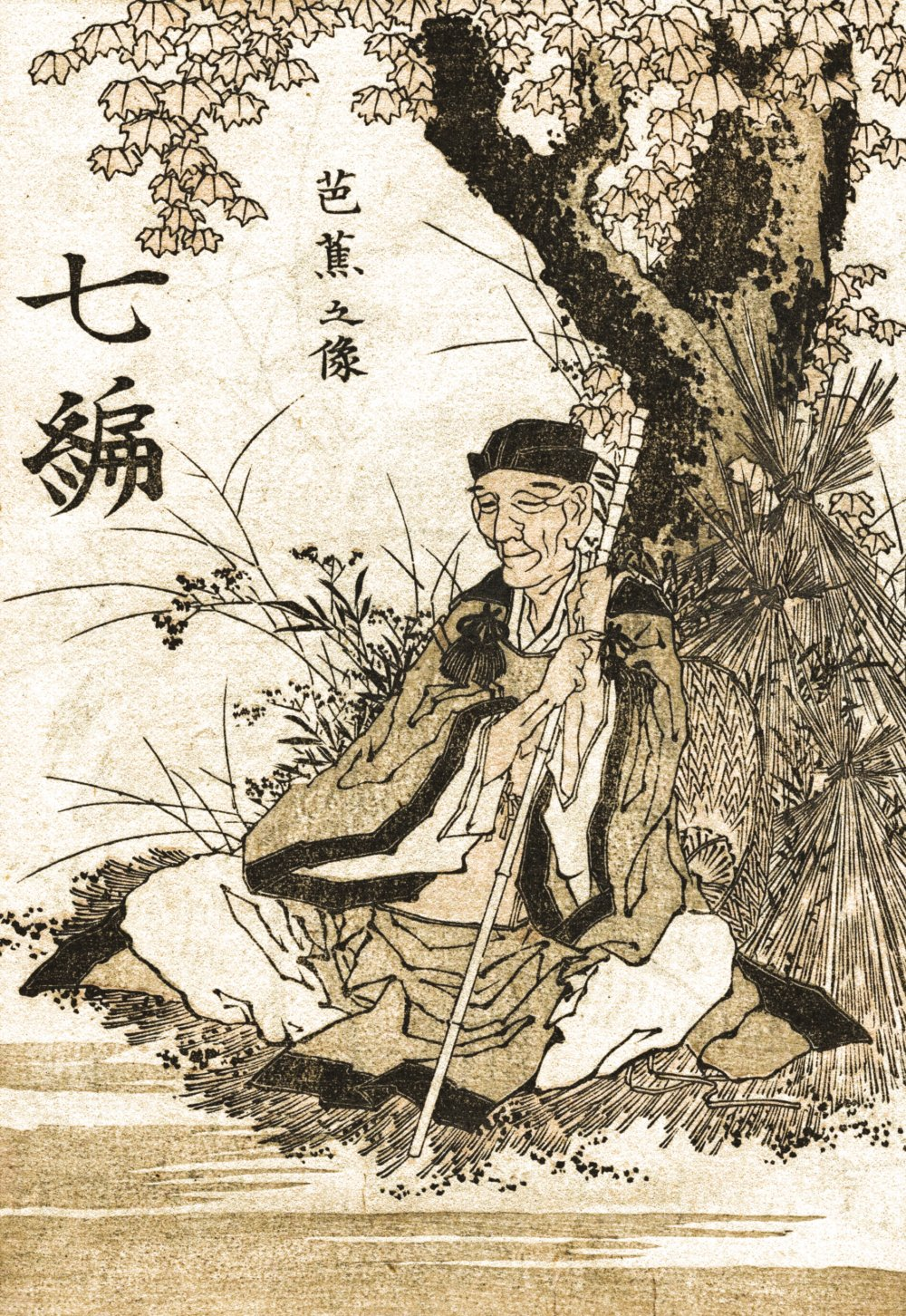
Portrait de Matsuo Basho d'Hokusai

Le renga (連歌, « poésie en collaboration ») est un genre de la poésie japonaise collaborative . Un renga comprend au moins deux ku (句) ou strophes. La première strophe d'un renga, appelée le hokku (発句), est devenue la base de la forme de poésie moderne haiku.
Deux des plus grands maîtres du renga sont le prêtre bouddhiste Sōgi (1421–1502) et Matsuo Bashō (1644–1694).

## Histoire
Le renga est l'un des arts littéraires les plus importants du Japon pré-moderne. Le plus ancien renga qui nous est parvenu se trouve dans le Man'yōshū lorsqu'Ōtomo no Yakamochi et une bhikkhuni (尼, ama) rédigent et échangent des poèmes dont le nombre d'unités sonores (onji) est de 5-7-5 et 7-7. Ce style à deux vers est appelé tan-renga (短連歌, « court renga »), les autres styles chō-renga (長連歌, « long renga »). Une tradition de « vers lié » comparable, bien que moins évoluée, (lián jù 連句 - mêmes caractères que 'renku') - se développe dans la Chine de la dynastie Qin et cette forme chinoise peut avoir influencé le renga japonais au cours de sa période de formation,. Il existe cependant de grandes différences entre les deux, les Chinois ayant une unité de sujet et une légèreté générale de ton, deux caractéristiques absentes dans le renga japonais. De plus, l'histoire de la poésie japonaise montre le renga comme une évolution apparemment naturelle.
À peu près à l'époque où le Shin Kokin Wakashū est compilé, la forme de poésie renga est finalement établie comme un style distinct. Ce style renga original, hyakuin renga (百韻連歌, « renga de 100 strophes ») 
composé d'une centaine de liens, utilise seulement la diction poétique type (歌言葉, utakotoba) déterminée dans le Kokinshū, des unités de compte sonores de 5-7-5 et 7-7 et se termine avec deux vers de 7 unités sonores chacun. À cette époque, les poètes considèrent l'utilisation du utakotoba comme l'essence de la création d'un waka parfait et l'utilisation de tous les autres mots est considérée comme indigne de la vraie poésie.
De nombreuses règles ou shikimoku (式目) sont formalisées au cours des périodes de Kamakura et Muromachi spécifiant un nombre minimum de strophes intervenant avant qu'un sujet ou une catégorie de sujets ne se représentent. Le renga est une forme populaire de poésie même dans la confusion de l'époque Azuchi Momoyama. Pourtant, à la fin de cette époque, les shikimoku sont devenues si compliquées et systématiques qu'elles étouffent l'imagination active qui fait partie de la séduction du renga. Pendant les périodes médiévales et d'Edo, le renga fait partie de la connaissance culturelle nécessaire dans la haute société.
Au cours de l'époque d'Edo, tandis que de plus en plus de gens ordinaires se familiarisent avec le renga, les shikimoku sont grandement simplifiées. Le kasen à 36 vers devient la forme la plus populaire de renga et les mots couramment utilisés ainsi que l'argot et des mots chinois sont autorisés. Avec cet assouplissement des règles, les renga peuvent exprimer plus largement l'humour et l'esprit. Ce style de renga est appelé haikai no renga (« vers comiques liés ») ou tout simplement haikai et Matsuo Bashō est connu comme le plus grand poète haikai.
La forme privilégiée de renga à l'époque d'Edo est le kasen (歌仙), chaîne constituée de 36 vers. En règle générale, le kasen doit se référer deux fois aux fleurs (généralement les cerisiers) et trois fois à la lune. Ces références sont appelées hana no za (花の座, « le siège des fleurs") et tsuki no za (月の座, « le siège de la lune »).
La première strophe de la chaîne du renga, le hokku, est l'ancêtre des modernes haïku. Le hokku indépendant est rebaptisé haïku au cours de l'ère Meiji par le grand poète japonais et critique Masaoka Shiki. Shiki propose haïku comme abréviation de l'expression haikai no ku qui signifie « un vers du haikai ».
Pendant près de 700 ans, le renga demeure une forme populaire de poésie mais sa popularité diminue fortement au cours de l'ère Meiji. Masaoka Shiki, bien que lui-même participant à plusieurs renga déclare que « le renga n'est pas de la littérature » (「文学に非ず」, Bungaku ni arazu). L'attrait du renga comme possibilité de travailler en groupe pour achever une œuvre complète n'est pas compatible avec le style européen de poésie qui gagne en popularité au Japon, où un seul poète écrit le poème entier.

## Le renga hors du Japon
Un premier essai de renga en anglais paraît en 1968 dans le Haiku Magazine, et le même magazine publie un numéro en 1976 consacré au renga et au haibun.

## Formats du renga
Cette liste présente les formats les plus habituels dans lesquels les renga sont écrits, à la fois les ushin (orthodoxe) renga, et mushin (renku),
| Nom du format               | Nombres de strophes | Nombre de kaishi (feuilles écrites) | Nombre de côtés | Créateur          | Date d'origine |
| --------------------------- | ------------------- | ----------------------------------- | --------------- | ----------------- | -------------- |
| Hyakuin                     | 100                 | 4                                   | 8               | inconnu           | XIIIe siècle   |
| Senku                       | 1000                | 40                                  | 80              | inconnu           | inconnue       |
| Gojūin                      | 50                  | 2                                   | 4               | inconnu           | inconnue       |
| Yoyoshi                     | 44                  | 2                                   | 4               | inconnu           | inconnue       |
| Kasen                       | 36                  | 2                                   | 4               | inconnu           | 1423           |
| Han-kasen (i.e. half-kasen) | 18                  | 1                                   | 2               | inconnu           | XVIIe siècle   |
| Shisan                      | 12                  | 2                                   | 4               | Kaoru Kubota      | 1970...        |
| Jūnichō                     | 12                  | 1                                   | 1               | Shunjin Okamoto   | 1989           |
| Nijūin                      | 20                  | 2                                   | 4               | Meiga Higashi     | 1980...        |
| Triparshva                  | 22                  | 1                                   | 3               | Norman Darlington | 2005           |
| Rokku (aka on za rokku)     | variable            | variable                            | variable        | Haku Asanuma      | 2000           |

## Terminologie du renga
| Terme                   | Caractéristiques |
| ----------------------- | --- |
| hokku (発句)            | Première strophe d'un renga avec une unité de compte sonore de 5-7-5 . Cette strophe, qui doit être créée par un invité spécial quand il est présent, est considéré comme une partie des salutations dans un rassemblement renga. Elle doit inclure un kigo (季语, « mot de saison »), ainsi qu'un kireji (切字, « mot de coupe » - une pause dans le texte, généralement, mais pas toujours, à la fin d'un vers). Le kigo fait habituellement référence à la saison au cours de laquelle le renga est créé. Le hokku, extrait du contexte du renga, devient finalement la forme de poésie haiku. |
| waki (脇)               | Deuxième strophe d'un renga avec une unité de compte sonore de 7-7. Celui qui a aidé à organiser le rassemblement est honoré en étant celui qui la compose. |
| daisan (第三)           | Troisième strophe d'un renga avec un rythme de 5-7-5. Elle doit se terminer par la forme-te d'un verbe pour permettre au poète qui suit une plus grande liberté dans la création de la strophe. |
| hiraku (平句)           | Désigne tous les vers autres que les hokku, waki, daisan et ageku. |
| ageku (挙句)            | Dernière strophe d'un renga. Il faut prendre soin de conclure le renga. |
| kuage (句上げ)          | Note faite après l'ageku pour indiquer combien de ku chaque poète a lu. |
| kōgyō (興行)            | Tenir une rencontre renga. Peut aussi être appelé chōgyō (張行). |
| wakiokori (脇起り)      | Commencer par le hokku d'un poète célèbre comme Bashō et faire un nouveau vers waki à poursuivre à partir de là. |
| tsukeai (付合)          | Peut également être appelé tsukekata (付け方) ou tsukeaji (付け味). Désigne le mélange et l'assortiment de combinaisons de mots improbables pour stimuler l'imagination ou évoquer une image. Une des caractéristiques intéressantes des renga. |
| maeku (前句)            | Vers dans lequel apparaît le tsukeai. |
| uchikoshi (打越)        | Vers qui précède le maeku. |
| shikimoku (式目)        | Ensemble de règles qui fixent les exigences stylistiques pour le changement tout au long du poème et empêcher qu'un renga ne se défasse. |
| renku (連句)            | Renga moderne dans le style de Bashō. |
| kukazu (句数)           | Littéralement, « le nombre de vers ». Lorsque le thème d'une section est un sujet populaire comme « l'amour », « le printemps » ou « l'automne », le renga doit se poursuivre sur ce thème pendant au moins deux vers, mais pas plus de cinq. Ce thème peut ensuite être supprimé par un vers sur un tout autre sujet. |
| sarikirai (去嫌)        | Règle pour éviter les boucles répétitives de la même image ou d'un vers similaire. |
| rinne (輪廻)            | Nom d'une boucle où le même thème, l'image ou le mot est répété. Terme tiré du bouddhisme. |
| kannonbiraki (観音開き) | Type de boucle où l'uchikoshi et le tsukeku ont une image ou un thème identiques. |
| haramiku (孕み句)       | Strophe préparée à l'avance. Doit être évitée car les strophes doivent être créées sur place. |
| asaru (求食る)          | Faire deux strophes consécutives. Arrive souvent lorsque la règle dashigachi est utilisée. Doit être évité afin de laisser les autres participer. |
| dashigachi (出勝ち)     | Règle qui enjoint d'utiliser la strophe du premier poète pour en créer une autre. |
| hizaokuri (膝送り)      | Règle selon laquelle chaque poète prend son tour pour faire une strophe. |
| renju (連衆)            | Membres d'une réunion renga ou haikai. Les membres d'une rencontre renga sont aussi appelés kaishū (会衆). |
| ichiza (一座)           | Littéralement, « une session ». Décrit le groupe lorsque les renju sont assis et le renga a commencé. |
| sōshō (宗匠)            | Peut aussi être appelé sabaki (捌き). Le coordinateur d'un ichiza, il ou elle est responsable de l'achèvement d'un renga. A le pouvoir de rejeter un vers incorrect. Le plus expérimenté des renju doit être le sōshō pour garder le renga intéressant. |
| kyaku (客)              | Hôte principal du ichiza et responsable de la création du hokku. |
| teishu (亭主)           | Le protecteur d'un rassemblement renga, celui ou celle qui met un endroit à disposition. |
| shuhitsu (執筆)         | Le « secrétaire » du renga pour ainsi dire, responsable de la transcription des vers composés et des délibérations. |
| bunnin (文音)           | Utilisation de lettres (à savoir le courrier), le télégraphe, le téléphone ou même des machines de fax pour composer un renga. L'utilisation de l'Internet est également considérée comme une forme de bunnin. |

## Sources
- Earl Miner, Japanese Linked Poetry, Princeton University Press, 1979  (ISBN 0-691-06372-9) (toilé)  (ISBN 0-691-01368-3) pbk (376 page 6 renga). Discussion sur les caractéristiques, l'histoire et l'esthétique du renga, plus deux séquences de renga avec Sōgi et d'autres, trois séquences de haikai' avec Matsuo Bashō et d'autres et une séquence haikai avec Yosa Buson et un ami.